# St. Marien (Osterode am Harz)

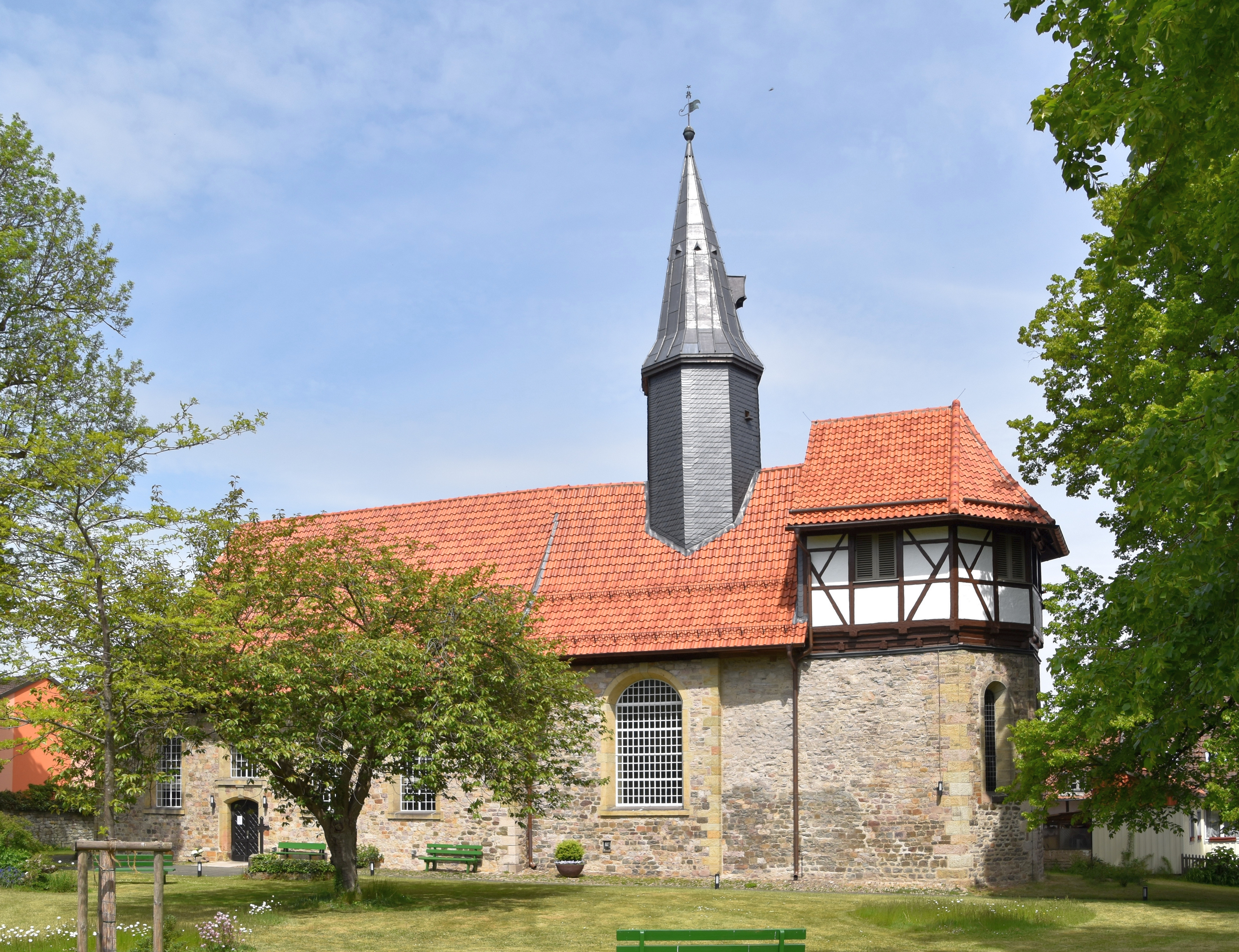
St. Marien

Die evangelisch-lutherische denkmalgeschützte Kirche St. Marien steht in der Marienvorstadt westlich des Altstadtkerns von Osterode am Harz im Landkreis Göttingen von Niedersachsen. Die Kirchengemeinde gehört zum Kirchenkreis Harzer Land im Sprengel Hildesheim-Göttingen der Evangelisch-lutherischen Landeskirche Hannovers.

## Beschreibung

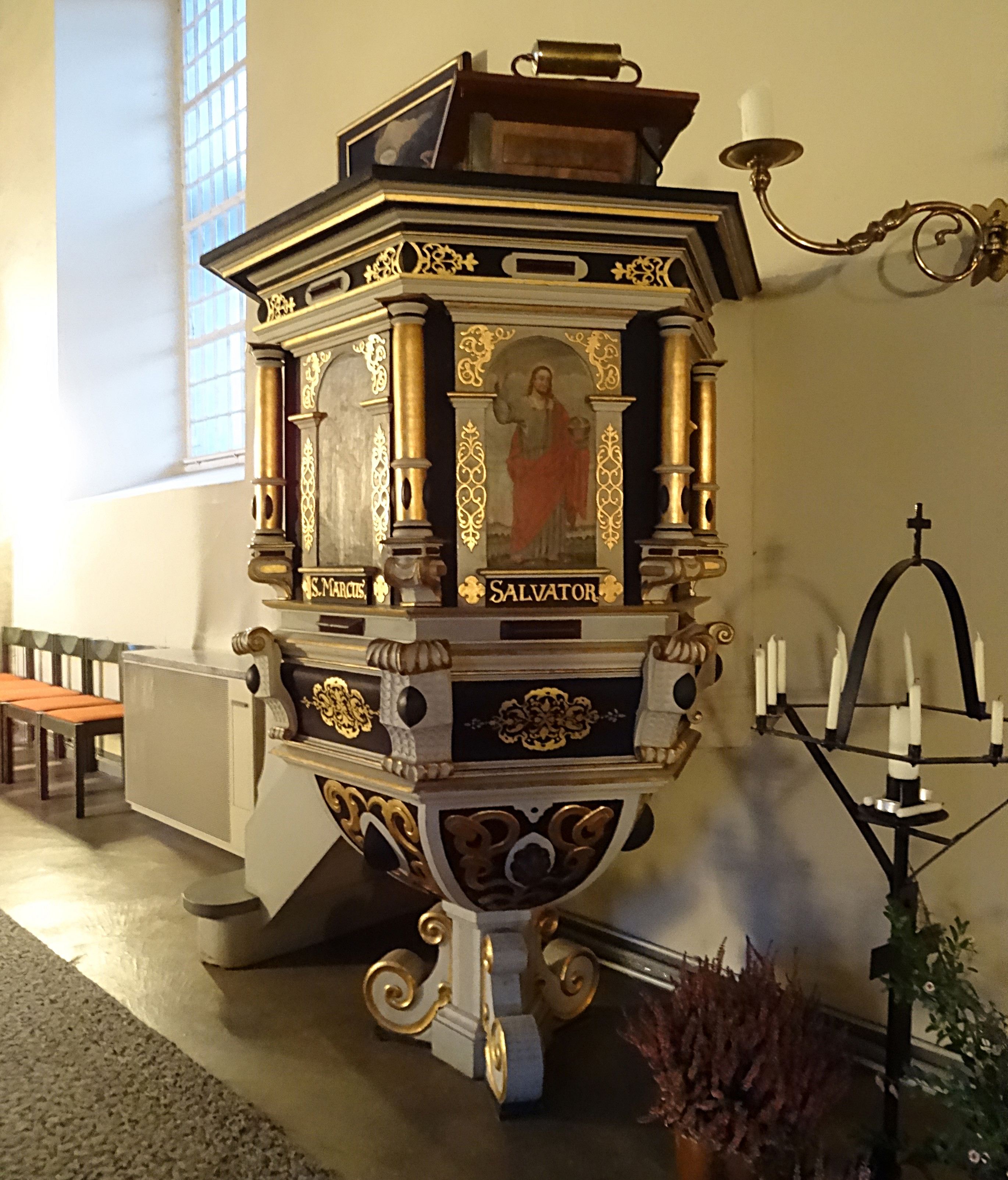
Kanzel

Die Saalkirche auf dem ehemaligen Kirchfriedhof wurde 1659 auf älteren Resten aus Bruchsteinen neu gebaut. Sie wurde mehrfach umgebaut. Am Anfang des 20. Jahrhunderts wurde der eingezogene, dreiseitig abgeschlossene Chor angebaut, dessen Obergeschoss aus Fachwerk ist. In ihm befindet sich die Glockenstube. Aus dem Satteldach des Langhauses erhebt sich ein achtseitiger Dachreiter, dessen Unterteil schiefergedeckt ist. 
Im 1957 renovierten, mit einer Holzbalkendecke überspannten Innenraum sind dreiseitig Emporen. Der Flügelaltar wurde 1513 in der Werkstatt des Bartold Kastrop geschnitzt. Im Schrein sind Maria und vier weibliche Heilige, auf den Innenseiten der Flügel die zwölf Apostel dargestellt. Auf den Außenseiten wurden um 1515 die Verkündigung, die Heimsuchung, die Geburt Christi und die Anbetung der Könige nach Vorbildern von Albrecht Dürer gemalt. Die Kanzel, bis dahin Teil eines Kanzelaltars von 1659, ist heute freistehend. Die Balkendecke wurde für den Orgelprospekt aufgebrochen und eingewölbt. Die erste Orgel wurde 1678 angeschafft. Die heutige hat 11 Register, verteilt auf ein Manual und das Pedal. Sie wurde 1955 von Paul Ott im alten Prospekt eingebaut und 2009 von Martin Hillebrand restauriert.